# Gabriela Radice
Gabriela Verónica Radice (Buenos Aires, 5 de junio de 1968) es una periodista y conductora de radio y televisión.

## Carrera
En el primer año del ISER empezó a hacer doblajes para documentales; un proyecto de radio por cable en Vicente López (en el norte de Buenos Aires) y empezó a trabajar con Ari Paluch (1962-) en la radio Rock & Pop.
Egresó de la carrera de Locución del ISER.
Trabaja en los medios desde 1987.
Realizó un programa de radio con la periodista Mariana Brisky.
Condujo junto a Carlos Ulanovsky (1943-) el programa de radio La vida me engañó los sábados, de 13 a 15, por Radio del Plata. Tuvo a cargo la columna de espectáculos en el programa Jaque mate, de Román Lejtman (1959-), de lunes a viernes, de 6:00 a 9:00, por Rock &Pop 95.9.
En 1999 fue la conductora de Zoo, las fieras están sueltas junto a Juan Castro por América TV, en la cual sustituyó a Dolores Cahen D'Anvers que pasó ser la conductora de La Hoguera acompañada por Verónica Lozano.
En su paso por Canal 13 colaboró en Por más con Alejandro Fantino y El buscador con Jorge Bucay.
Fue enviada por Azul Televisión a la entrega de los premios Óscar.
Cursó periodismo en el ISER, un seminario de investigación periodística en la Sociedad Interamericana de Periodismo (México) y participó en el Taller de Periodismo Cultural de Vicente Battista (1940-).
Se desempeñó como periodista de espectáculos en Canal A (Enterarte, Los hacedores, Agenda urbana y Alma de barrio), en FM Rock & Pop (Jaque mate, junto a Román Lejtman), en Radio Continental (con Alfredo Leuco), en FM Metro (junto a Carlos Ulanovsky), en RadioShow (con Alejandro Fantino), en el programa periodístico Telenueve (de Canal 9), conduce el ciclo de cine nacional en Canal 7.
En 2008 trabajó en Radio Mitre.
Trabaja como periodista y columnista de espectáculos en programas como En las mejores salas (2001-2005) y actualmente desde TPA noticias.
Es la voz institucional de la radio Vale 97.5.
Desde marzo de 2010 es columnista de espectáculos en Mega 98.3.
En esa radio conduce el programa Megadelivery, de lunes a viernes de 14:00 a 16:00.
En 2011 participó como conductora en la película Tiempos menos modernos, de Simón Franco y Laura Ávila.

## Vida privada
Se casó y divorció en diciembre de 1991.
Estuvo en pareja con el pianista de jazz Adrián Iaies (1960-). Con él tuvo una hija, llamada Emilia Radice (2005-).

## Premios
- premio Martín Fierro a la mejor labor femenina en radio, por el programa El ventilador, con Carlos Abrevaya (1949-1994), Jorge Guinzburg (1949-2008) y Adolfo Castelo (1935-2004).[3]
- 1998: nominada al premio Martín Fierro por mejor locutora.[12]
- 2005: nominada al premio Martín Fierro por mejor labor de conducción femenina por el programa En las mejores salas, por Canal 7.[13]
- 2010: premio Martín Fierro a la mejor labor periodística femenina en televisión, por el noticiero Visión 7 en TV Pública Digital.[3]
- 2011: premio Martín Fierro por mejor labor periodística femenina en radio, por su columna de espectáculos en el programa de radio Ojos bien abiertos en La Mega.[14]
- 2012: Nominada al premio Martín Fierro como mejor labor periodística femenina por su labor en Visión 7 Sábado
- 2013: Nominada al premio Martín Fierro como mejor labor conducción femenina en radio por su labor en Megadelivery
- 2014: premio Martín Fierro a la mejor labor periodística femenina en televisión, por el noticiero Visión 7 en la TV Pública).[3]